# Gina Picart
Gina Picart Baluja (1956, La Habana). Graduada en la Escuela Nacional de Arte Cubanacán como Asesora de Arte y Licenciada en Filología y Periodismo por la Universidad de La Habana. Escritora, periodista, investigadora, crítica literaria, guionista de cine, radio y televisión, es una de las voces literarias más destacadas que viven y trabajan actualmente en Cuba. Se ha desempeñado como periodista cultural en Radio Metropolitana y lo hace actualmente en Radio Ciudad de La Habana. Ha colaborado en los periódicos Granma, Tribuna de La Habana, Juventud Rebelde y en las revistas Somos jóvenes, Caimán Barbudo, Clave y Extramuros.
Su primer libro, La poza del ángel, obtuvo en 1990 el premio David (para escritores noveles) en el género de Ciencia Ficción, y el premio Pinos Nuevos de Narrativa en 1993, además de otras distinciones en eventos de talleres literarios nacionales. Después de este comienzo Picart abandonó la CF. Sus libros resultan de difícil clasificación para la crítica, por ubicarse en fronteras entre los géneros fantástico, gótico e histórico.

## Literatura
Picart se caracteriza por una obra de marcada originalidad, su gran cultura, su dominio del lenguaje y las técnicas narrativas, la profundidad psicológica en la creación de sus personajes, la intensidad dramática de sus conflictos, su prosa de estilo poético y la reflexión ético-filosófica que llevan por sello sus historias.
Posee un imaginario entre el mito y la evocación; sus narraciones están precedidas por un arduo trabajo investigativo. Realiza investigaciones rigurosas para elaborar sus reconstrucciones epocales y es la única escritora dentro de la isla que abarca en su espectro temático, la mística y la simbólica de varias tradiciones culturales, religiones, esoterismo, mitos y cultos antiguos de diferentes épocas y civilizaciones de La Tierra (se la considera profunda conocedora del celtismo y la Edad Media), lo que desmarca su escritura del canon realista y nacional de la literatura cubana para inscribirla en un ámbito mucho más universal, y la coloca, definitivamente, entre los escritores “raros” de Cuba.
Sin abandonar su interés manifiesto por la historia y la antropología, en sus últimos libros se ha ido definiendo como una autora abiertamente inclinada hacia la narrativa de género. También ha incursionado con éxito en el ensayo literario. Periodista de vasta experiencia, ha escrito libros de investigación histórico-cultural sobre la ciudad de La Habana y de entrevistas a importantes personalidades de la cultura nacional. En 2007 alcanzó, con su libro de cuentos Oil on canvas, el Premio Alejo Carpentier, el más codiciado entre los escritores cubanos. Textos suyos aparecen en antologías nacionales y extranjeras.
Ha trabajado en un proyecto sobre los celtas del siglo I y actualmente trabaja en otros sobre la herejía de los Cátaros del siglo XIII, sobre Catalina Lasa y sobre la obra de El Bosco.

## Títulos publicados
- La poza del ángel (cuentos), Premio de Literatura Nacional David de Ciencia Ficción 1990

- Pinos Nuevos 2003. Editorial UNIÓN, La Habana, 1994.

- El druida (relatos). Editorial Extramuros, La Habana, 2000.

- Malevolgia (novela). Editorial Letras Cubanas, La Habana, 2005.[6]

- La poética del signo como voluntad y representación. Premio Luis Rogelio Nogueras de Ensayo 2005. Editorial Extramuros, La Habana 2006.

- La ciudad de los muertos (cuentos de tema cubano). Editorial Oriente. Oriente, 2007.

- Historias celtas (noveletas). Editorial Extramuros, 2007.

- El príncipe de los lirios (cuento) Primera mención del Concurso Iberoamericano de Cuento Julio Cortázar 2007.[2]

- El reino de la noche (noveletas de género). Editorial UNIÓN, La Habana. 2008.

- Oil on canvas (cuento). Premio Alejo Carpentier de Cuento 2007. Editorial Letras Cubanas, 2008.